# Bernd Dießner
Bernd Dießner (* 16. März 1946 in Aken (Elbe)) ist ein ehemaliger deutscher Leichtathlet und Olympiateilnehmer, der – für die DDR startend – in den 1960er und 1970er Jahren ein erfolgreicher 5000-Meter-Läufer war. Später wurde er Trainer und betreute mehrere international erfolgreiche Läufer, darunter die Gewinner olympischer Medaillen Ulrike Bruns, Jens-Peter Herold und Jürgen Straub sowie den Europameister Olaf Beyer.

## Leben
1968 und 1971 wurde er DDR-Meister. Bernd Dießner startete für den ASK Vorwärts Potsdam. In seiner Wettkampfzeit war er 1,70 m groß und 70 kg schwer.
Bernd Dießner war  bis 2009 als hauptamtlicher Trainer beim LAC Erdgas Chemnitz tätig und ist seitdem in Rente. Zu seinen Schützlingen zählte unter anderem André Pollmächer. Daneben war er Landestrainer des Leichtathletik-Verbandes Sachsen im Block Lauf, das heißt, er war für die Läufer auf den Strecken von 800 Meter bis Marathon zuständig. Im Mai 2009 wurde gegen Dießner per Strafbefehl eine Geldstrafe von 4500 € wegen Verstoßes gegen das Medikamentengesetz verhängt, weil er einer Juniorin in Deutschland nichtzugelassene Präparate verabreicht haben soll. Dießner hat gegen den Strafbefehl Einspruch eingelegt; auf den Einspruch hin wurde Dießner vom Vorwurf des Verstoßes gegen das Medikamentengesetz freigesprochen.

## Starts bei internationalen Wettbewerben
- 1966, Europameisterschaften: 5000 m Platz 3 (13:47,8 min)
- 1968, Europäische Hallenspiele: 3000 m Platz 2 (8:11,0 min)
- 1968, Olympische Sommerspiele: 5000 m Im Vorlauf ausgeschieden
- 1969, Europameisterschaften: 5000 m Platz 4 (13:50,4 min)
- 1971, Europameisterschaften: 5000 m Platz 14 (13:50,8 min)

## Bestleistungen
- 1000 m: 2:18,9 min (20. August 1965, Potsdam) [damals Juniorenweltrekord]
- 1500 m: 3:39,8 min (10. Mai 1969, Potsdam)
- 3000 m: 7:49,4 min (3. Juni 1970, Potsdam)
- 5000 m: 13:31,2 min (14. Juni 1972, Berlin)
- 10.000 m: 28:24,6 min (28. April 1972, Potsdam)

## DDR-Meisterschaften
- 1. Platz: 1968, 1971 5000 m; 1968, 1969, 1971 3000 m – Halle; 1970 Langstrecke – Cross
- 2. Platz: 1966 5000 m
- 3. Platz: 1965 1500 m